# Endo Takahiro
Takahiro Endo (sinh ngày 7 tháng 7 năm 1968) là một cầu thủ bóng đá người Nhật Bản.

## Sự nghiệp câu lạc bộ
Takahiro Endo đã từng chơi cho Avispa Fukuoka.